# Roger Erell
Roger Erell (le pseudonyme Erell -RL- vient des initiales de son vrai nom Roger Lelièvre), né le 9 avril 1907 à Mansle (Charente) et mort à Cannes (Alpes-Maritimes) le 28 avril 1986, est un architecte et un résistant français. 

## Biographie

### Famille
Roger Jules Lelièvre, nait à Mansle en Charente le 9 avril 1907, dans une famille protestante fondée par Charles Ernest Lelièvre, et Hélène Marguerite Guiton. Son père pasteur méthodiste est originaire du Havre.  
A l'été 1928, sa future femme Marjorie Kathleen Winbolt-Lewis (1911, Madras - 1952, Brighton) passe quelque temps à Asnières-sur-Seine, auprès de la famille de Wiliam Henri Guiton, oncle maternel de Roger Lelièvre, qui est également le pasteur du temple méthodiste local. C'est à cette période que les deux jeunes gens se rencontrent. Ils se marient , le 19 juillet 1932 à Paris.  

### Formation
Admis en 2è classe de l'École des Beaux-Arts de Paris le 12 juillet 1927, il est l'élève de Roger-Henri Expert. Il accède à la première classe le 23 décembre 1930 et est diplômé de cette école le 14 juin 1946; faisant partie de la 195è promotion. Le sujet du concours d'admission était "Une salle des adieux". 

### Résistant de la France Libre
Mobilisé en 1939, Errel est blessé sur le front belge en 1940 et, réussit à se faire embarquer à Dunkerque par un navire anglais pour Londres. 
De là, il est envoyé par le général de Gaulle début mars 1941 au service des Travaux Publics à Brazzaville. En effet, à l'époque il n'y avait aucun architecte en Afrique-Équatoriale française.

### L'architecte du Brazzaville moderne
Parmi les dossiers restés en suspens du fait de la guerre, figurait la "Case de passage pour hôtes de marque". Ce projet avait été abandonné, non pas par faute de crédits, mais par faute d'architecte, et sans doute aussi dans un souci d'économie. Brazzaville étant la capitale de la France libre, il était à prévoir que le Général de Gaulle y ferait de nombreuses visites. Dès lors, le projet fut ressorti des cartons et il  fut demandé, au jeune architecte, tout en conservant le programme primitif, d'axer ses études sur une case plus spécifiquement destinée à Charles de Gaulle. Les plans furent rapidement exécutés et confiés à la seule entreprise apte à réaliser ce type de travaux à l'époque, l'entreprise Redons. 
La " Case de Gaulle ", actuelle résidence de l'ambassadeur de France après l'indépendance du Congo, sera la première réalisation d'une longue liste qui fera de Brazzaville une ville moderne.
Erell est le plus grand et le plus novateur de cette génération d'architectes créatifs qui dotèrent Brazzaville (capitale du Congo) d'une exceptionnelle parure monumentale de 1940 aux années 1960. 
L'idée essentielle d'Erell est d'allier les techniques occidentales avec les matériaux et l'inspiration artistique locaux. Il fut l'un des premiers à utiliser le grès mauve qui abonde aux abords du fleuve Congo dans sa traversée du plateau des Cataractes. Son chef-d'œuvre reste la basilique Sainte-Anne du Congo.
Il est un des fondateurs de l'aéroclub de Pointe-Noire.

### Mort
Rapatrié en métropole, après avoir subitement perdu la vue, il pratique la poterie à Vallauris jusqu'à sa mort en 1986.

## Galerie de réalisations

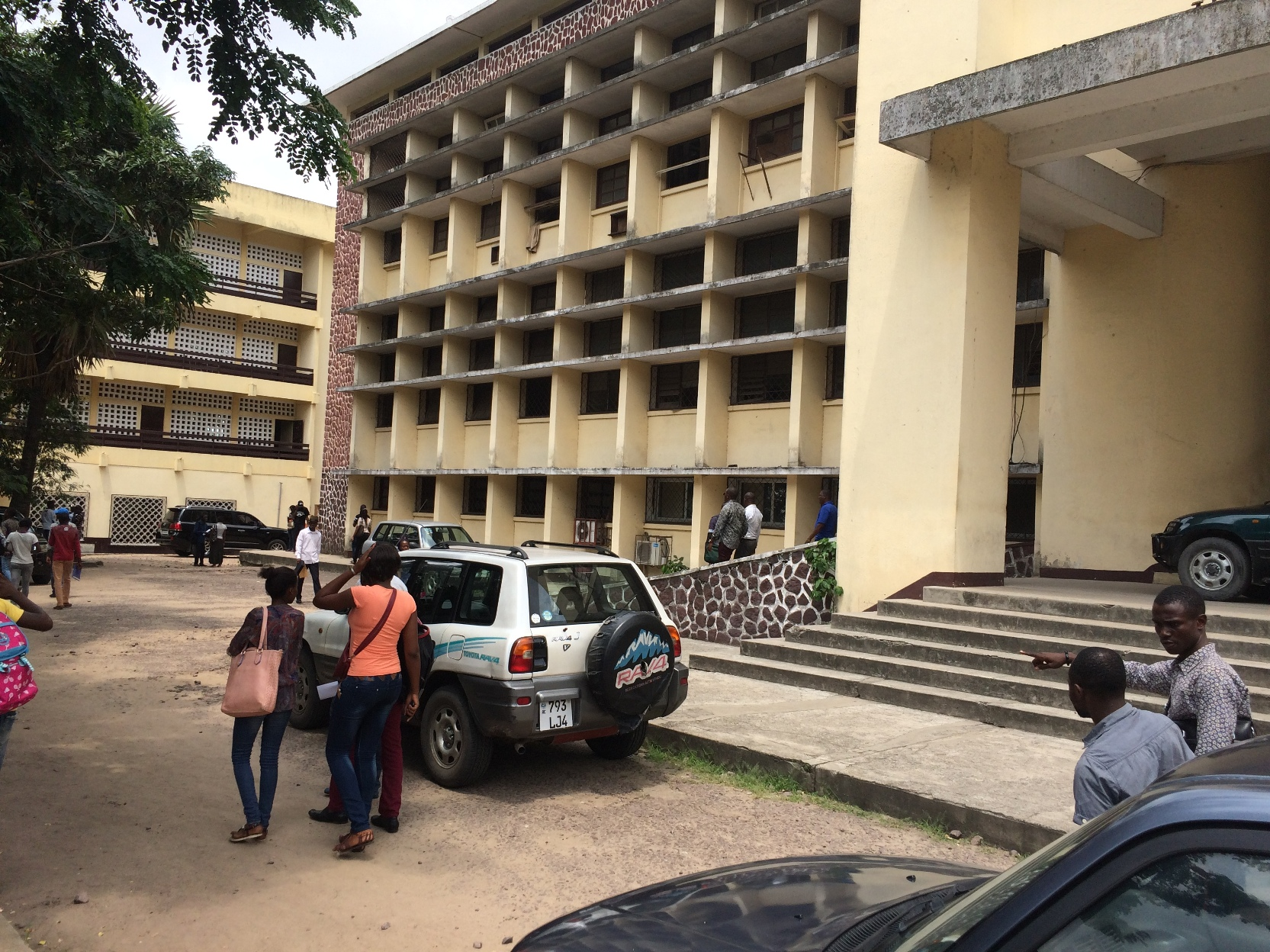
Vue partielle façade rectorat Université Marien-Ngouabi à Brazzaville. Ex-Hôtel Impérial (au Plateau).
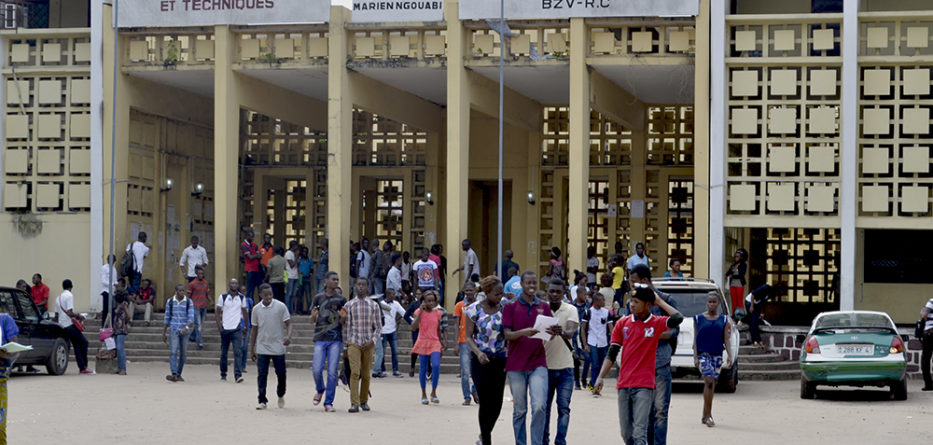
Façade de la faculté de droit Université Marien-Ngouabi à Brazzaville. Ex-Centre d'enseignement supérieur, puis ex- Collège Raphaël Bouboutou (à Bacongo).

## Principales œuvres à Brazzaville
- Case de Gaulle (1942)
- Maison commune de Poto-Poto (1942-1943)
- Palais de l'Artisanat (malheureusement détruit en 1985 sauf le fronton, qui porte la fresque de l'Afrique) (1943)
- Stade Félix Éboué (1944) attenant à la basilique sainte Anne
- Phare de Brazza (1944, 1952)
- Pavillon principal de la Cité Pasteur (1948)
- Basilique Sainte-Anne du Congo (1949)
- Lycée Savorgnan de Brazza (1949-1952)
- Arcades de l'Avenue Foch (avec Jean-Yves Normand) (1949-1954)
- Trésor public (ex-BAO) (1950)
- Building Paternelle (avec Jean-Yves Normand) (1953)
- Ex-Banque belge d'Afrique (actuellement Société Générale) (1954)
- Maison d'arrêt
- Ex-clinique Grosperrin, aujourd'hui incluse dans l'État-Major.
- Ex-Hôtel Impérial (au Plateau)
- DST (ex-Caisse centrale de l'AEF)
- Faculté de droit de l'université Marien Ngouabi - Ex-CEG Bouboutou (anciennement Centre d'études supérieures)